# Masters de Madrid 2019
El Mutua Madrid Open 2019 fue un torneo de tenis ATP World Tour Masters 1000 en su rama masculina y WTA Premier Mandatory en la femenina que se disputó en la Caja Mágica de Madrid (España). Fue la primera de las dos grandes citas en canchas de tierra batida, siendo la segunda el Masters de Roma, previas al segundo Grand Slam del año: el Torneo de Roland Garros.

## Puntos y premios en efectivo

### Distribución de puntos
| Evento                  | G    | F   | SF  | CF  | R16 | R32 | R64 | C  | C2 | C1 |
| Individuales masculinos | 1000 | 600 | 360 | 180 | 90  | 45  | 10  | 25 | 16 | 0  |
| Dobles masculinos       | 1000 | 600 | 360 | 180 | 90  | 0   | —   | —  | —  | —  |
| Individuales femeninos  | 1000 | 650 | 390 | 215 | 120 | 65  | 10  | 30 | 20 | 2  |
| Dobles femeninos        | 1000 | 650 | 390 | 215 | 120 | 10  | —   | —  | —  | —  |

### Premios en efectivo
| Evento                  | G           | F         | SF        | CF        | R16      | R32      | R64      | C2     | C1     |
| Individuales masculinos | 1 202 520 € | 608 700 € | 312 215 € | 160 920 € | 80 620 € | 42 220 € | 23 790 € | 9105 € | 4550 € |
| Individuales femeninos  | 1 202 520 € | 608 700 € | 312 215 € | 160 920 € | 80 620 € | 42 220 € | 19 805 € | 6265 € | 3250 € |
| Dobles masculinos       | 357 540 €   | 174 490 € | 87 460 €  | 44 560 €  | 23 510 € | 12 580 € | —        | —      | —      |
| Dobles femeninos        | 357 540 €   | 174 485 € | 87 460 €  | 44 560 €  | 23 510 € | 13 650 € | —        | —      | —      |

## Cabezas de serie

### Individuales masculino
| N.º | Rank. | Tenista               | Puntos | Puntos por defender | Puntos ganados | Nuevos puntos | Ronda hasta la que avanzó en el torneo               |
| 1   | 1     | Novak Djokovic        | 11160  | 45                  | 1000           | 12115         | Campeón, venció a Stefanos Tsitsipas [8]             |
| 2   | 2     | Rafael Nadal          | 7765   | 180                 | 360            | 7945          | Semifinales, perdió ante Stefanos Tsitsipas [8]      |
| 3   | 4     | Alexander Zverev      | 5565   | 1000                | 180            | 4745          | Cuartos de final, perdió ante Stefanos Tsitsipas [8] |
| 4   | 3     | Roger Federer         | 5590   | 0                   | 180            | 5770          | Cuartos de final, perdió ante Dominic Thiem [5]      |
| 5   | 5     | Dominic Thiem         | 5085   | 600                 | 360            | 4845          | Semifinales, perdió ante Novak Djokovic [1]          |
| 6   | 7     | Kei Nishikori         | 3780   | 10                  | 90             | 3860          | Tercera ronda, perdió ante Stan Wawrinka             |
| 7   | 8     | Juan Martín del Potro | 3225   | 90                  | 45             | 3180          | Segunda ronda, perdió ante Laslo Djere               |
| 8   | 9     | Stefanos Tsitsipas    | 3190   | 0                   | 600            | 3790          | Final, perdió ante Novak Djokovic [1]                |
| 9   | 11    | Marin Čilić           | 2845   | 0                   | 180            | 3025          | Cuartos de final, se retiró ante Novak Djokovic [1]  |
| 10  | 12    | Fabio Fognini         | 2840   | 10                  | 90             | 2920          | Tercera ronda, perdió ante Dominic Thiem [5]         |
| 11  | 13    | Karen Jachanov        | 2685   | 10                  | 45             | 2720          | Segunda ronda, perdió ante Fernando Verdasco         |
| 12  | 14    | Daniil Medvédev       | 2625   | 10                  | 10             | 2625          | Primera ronda, perdió ante Guido Pella               |
| 13  | 15    | Borna Ćorić           | 2525   | 90                  | 10             | 2445          | Primera ronda, perdió ante Lucas Pouille             |
| 14  | 17    | Nikoloz Basilashvili  | 1930   | 35                  | 10             | 1905          | Primera ronda, perdió ante Frances Tiafoe            |
| 15  | 19    | Gaël Monfils          | 1875   | 45                  | 90             | 1920          | Tercera ronda, perdió ante Roger Federer [4]         |
| 16  | 18    | Marco Cecchinato      | 1875   | 45                  | 10             | 1840          | Primera ronda, perdió ante Diego Schwartzman         |

- Ranking ATP a 29 de abril de 2019.[3]

#### Bajas masculinas
| Rank. | Tenista        | Puntos antes | Puntos por defender | Puntos ganados | Puntos después | Motivo            |
| ----- | -------------- | ------------ | ------------------- | -------------- | -------------- | ----------------- |
| 6     | Kevin Anderson | 4115         | 360                 | 0              | 3755           | Lesión de codo    |
| 10    | John Isner     | 3085         | 180                 | 0              | 2905           | Lesión en el pie  |
| 16    | Milos Raonic   | 2050         | 90                  | 0              | 1960           | Lesión de rodilla |

### Dobles masculino
| Tenistas                            | Ranking | Preclasificado |
| Pierre-Hugues Herbert Nicolas Mahut | 9       | 1              |
| Łukasz Kubot Marcelo Melo           | 11      | 2              |
| Jamie Murray Bruno Soares           | 17      | 3              |
| Juan Sebastián Cabal Robert Farah   | 20      | 4              |
| Nikola Mektić Franko Škugor         | 23      | 5              |
| Oliver Marach Mate Pavić            | 25      | 6              |
| Bob Bryan Mike Bryan                | 32      | 7              |
| Henri Kontinen John Peers           | 35      | 8              |

### Individuales femenino
| N.º | Rank. | Tenista              | Puntos | Puntos por defender | Puntos ganados | Nuevos puntos | Ronda hasta la que avanzó en el torneo              |
| 1   | 1     | Naomi Osaka          | 6151   | 10                  | 215            | 6356          | Cuartos de final, perdió ante Belinda Bencic        |
| 2   | 2     | Petra Kvitová        | 5835   | 1000                | 215            | 5050          | Cuartos de final, perdió ante Kiki Bertens [7]      |
| 3   | 3     | Simona Halep         | 5682   | 215                 | 650            | 6117          | Final, perdió ante Kiki Bertens [7]                 |
| 4   | 4     | Angelique Kerber     | 5220   | 0                   | 65             | 5285          | Segunda ronda, se retiró ante Petra Martić          |
| 5   | 5     | Karolína Plíšková    | 5111   | 390                 | 65             | 4786          | Segunda ronda, perdió ante Kateryna Kozlova [Q]     |
| 6   | 6     | Elina Svitolina      | 4921   | 65                  | 10             | 4866          | Primera ronda, perdió ante Pauline Parmentier       |
| 7   | 7     | Kiki Bertens         | 4760   | 650                 | 1000           | 5110          | Campeona, venció a Simona Halep [3]                 |
| 8   | 8     | Sloane Stephens      | 4386   | 120                 | 390            | 4656          | Semifinales, perdtó ante Kiki Bertens [7]           |
| 9   | 9     | Ashleigh Barty       | 4275   | 65                  | 215            | 4425          | Cuartos de final, perdió ante Simona Halep [3]      |
| 10  | 10    | Aryna Sabalenka      | 3520   | 30                  | 10             | 3500          | Primera ronda, perdió ante Svetlana Kuznetsova [WC] |
| 11  | 12    | Caroline Wozniacki   | 3362   | 120                 | 10             | 3252          | Primera ronda, se retiró ante Alizé Cornet          |
| 12  | 13    | Anastasija Sevastova | 3185   | 65                  | 120            | 3240          | Tercera ronda, perdió ante Kiki Bertens [7]         |
| 13  | 14    | Madison Keys         | 3010   | 10                  | 10             | 3010          | Primera ronda, perdió ante Sorana Cîrstea [WC]      |
| 14  | 15    | Anett Kontaveit      | 2965   | 120                 | 10             | 2855          | Primera ronda, perdió ante Aliaksandra Sasnovich    |
| 15  | 16    | Qiang Wang           | 2815   | 10                  | 10             | 2815          | Primera ronda, perdió ante Donna Vekić              |
| 16  | 17    | Julia Görges         | 2630   | 120                 | 10             | 2520          | Primera ronda, perdió ante Viktória Kužmová         |

- Ranking WTA a 29 de abril de 2019.[4]

#### Bajas femeninas
| Rank. | Tenista         | Puntos antes | Puntos por defender | Puntos ganados | Puntos después | Motivo    |
| ----- | --------------- | ------------ | ------------------- | -------------- | -------------- | --------- |
| 11    | Serena Williams | 3461         | 0                   | 0              | 3461           | Descanso. |

### Dobles femenino
| Tenistas                              | Ranking | Preclasificada |
| Barbora Krejčíková Kateřina Siniaková | 3       | 1              |
| Nicole Melichar Květa Peschke         | 25      | 2              |
| Samantha Stosur Shuai Zhang           | 28      | 3              |
| Elise Mertens Aryna Sabalenka         | 29      | 4              |
| Su-Wei Hsieh Barbora Strýcová         | 30      | 5              |
| Gabriela Dabrowski Xu Yifan           | 30      | 6              |
| Hao-Ching Chan Yung-Jan Chan          | 32      | 7              |
| Anna-Lena Grönefeld Demi Schuurs      | 36      | 8              |

## Campeones

### Individual masculino
Novak Djokovic venció a  Stefanos Tsitsipas por 6-3, 6-4

### Individual femenino
Kiki Bertens venció a  Simona Halep por 6-4, 6-4

### Dobles masculino
Jean-Julien Rojer /  Horia Tecău vencieron a  Diego Schwartzman /  Dominic Thiem por 6-2, 6-3

### Dobles femenino
Su-Wei Hsieh /  Barbora Strýcová vencieron a  Gabriela Dabrowski /  Xu Yifan por 6-3, 6-1

## Cobertura Mediática
- SporTV
- Televisión Española (Teledeporte y La 1)
- Tennis Channel y ESPN
- Latinoamérica: ESPN y Sony